# Paz de Passau

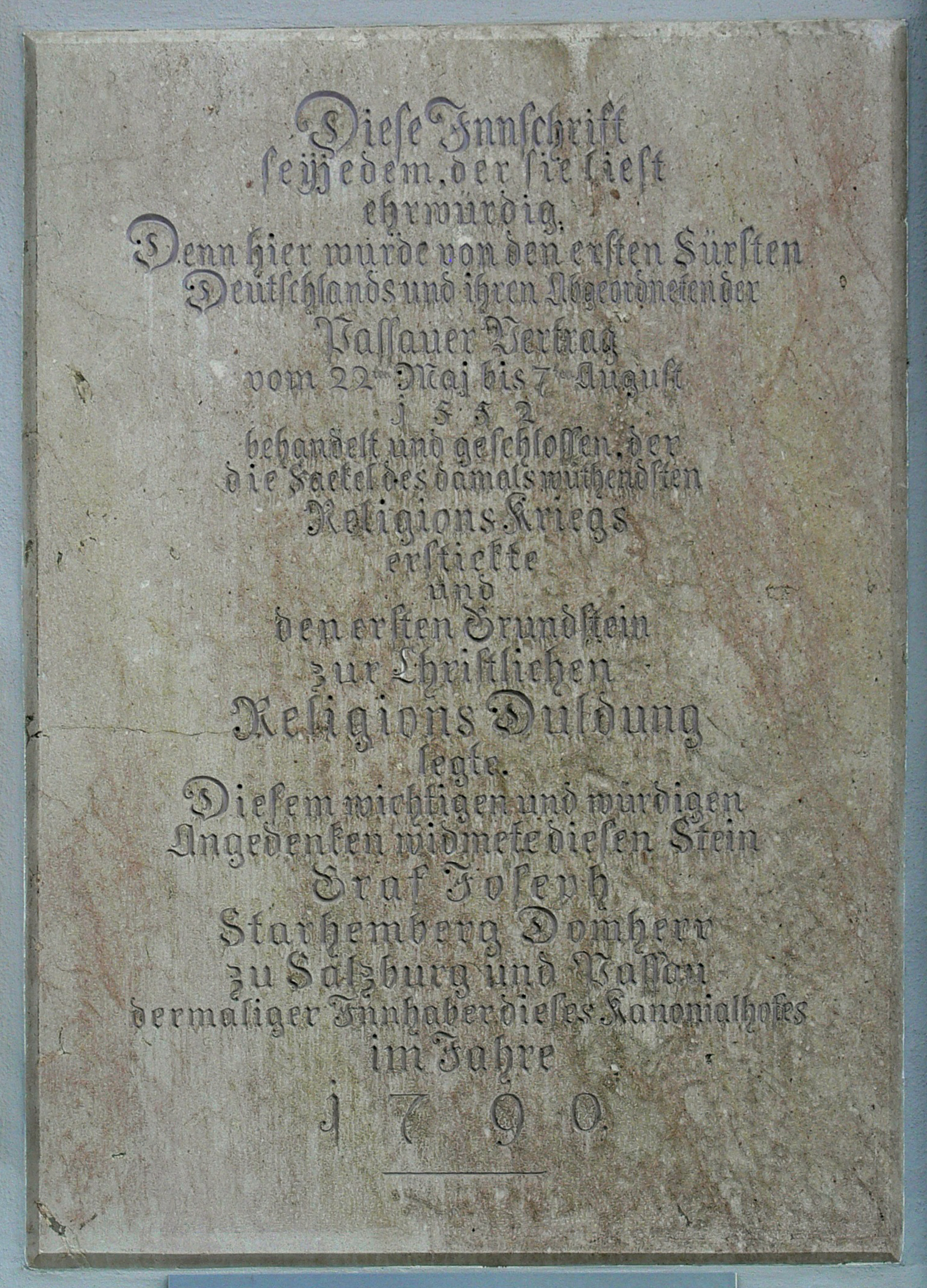
Placa conmemorativa de la Paz de Passau, realizada en 1790, expuesta en la Domplatz de la población alemana.

La Paz de Passau o el Tratado de Passau es un tratado ratificado en 1552 por Carlos V, emperador del Sacro Imperio Romano Germánico, para garantizar la libertad de culto a los protestantes de Alemania.
En el año 1547, Carlos V había ganado la Guerra de Esmalcalda contra los príncipes luteranos. «Muchos príncipes protestantes estaban descontentos con los términos religiosos del Interim de Augsburgo (1548) impuesto tras la derrota. En enero de 1552, liderados por Mauricio de Sajonia, muchos [de ellos] formaron una alianza con Enrique II de Francia en el Tratado de Chambord (1552). A cambio de apoyo financiero francés y asistencia, le prometieron a Enrique tierras al oeste de Alemania. En la consecuente Guerra de príncipes, Carlos V fue llevado fuera de Alemania a Italia por la alianza protestante, mientras que Enrique capturó las fortalezas de Metz, Toul y Verdún.
En agosto de 1552, fatigado por tres décadas de guerra civil religiosa, Carlos V garantizó libertades a los luteranos en la Paz de Passau. La implementación del Interim de Augsburgo fue cancelada. Los príncipes protestantes tomados prisioneros durante la Guerra de Esmalcalda, Juan Federico I de Sajonia y Felipe I de Hesse, fueron liberados.
Precursora de la Paz de Augsburgo de septiembre de 1555, la Paz de Passau significó en la práctica la renuncia al empeño de Carlos V por la unidad religiosa europea que había mantenido durante todo su reinado. No obstante, la política religiosa de Carlos V había sufrido muchas vicisitudes (Edicto de Worms, 1521, Confesión de Augsburgo, 1530, Paz de Núremberg, 1532, etc.).